# Vườn quốc định Vịnh Mikawa
Vườn quốc định Vịnh Mikawa (三河湾国定公園 Mikawa-wan Kokutei Kōen) là một vườn quốc gia dự kiến nằm ở tỉnh Aichi, Nhật Bản. Nó được đánh giá là một Khu vực bảo vệ cảnh quan (loại V) theo IUCN. Khu vực bao gồm các vùng ven biển của bán đảo Atsumi, bờ biển Thái Bình Dương của bán đảo Chita cũng như đảo và một phần của bờ biển phía bắc vịnh Mikawa.

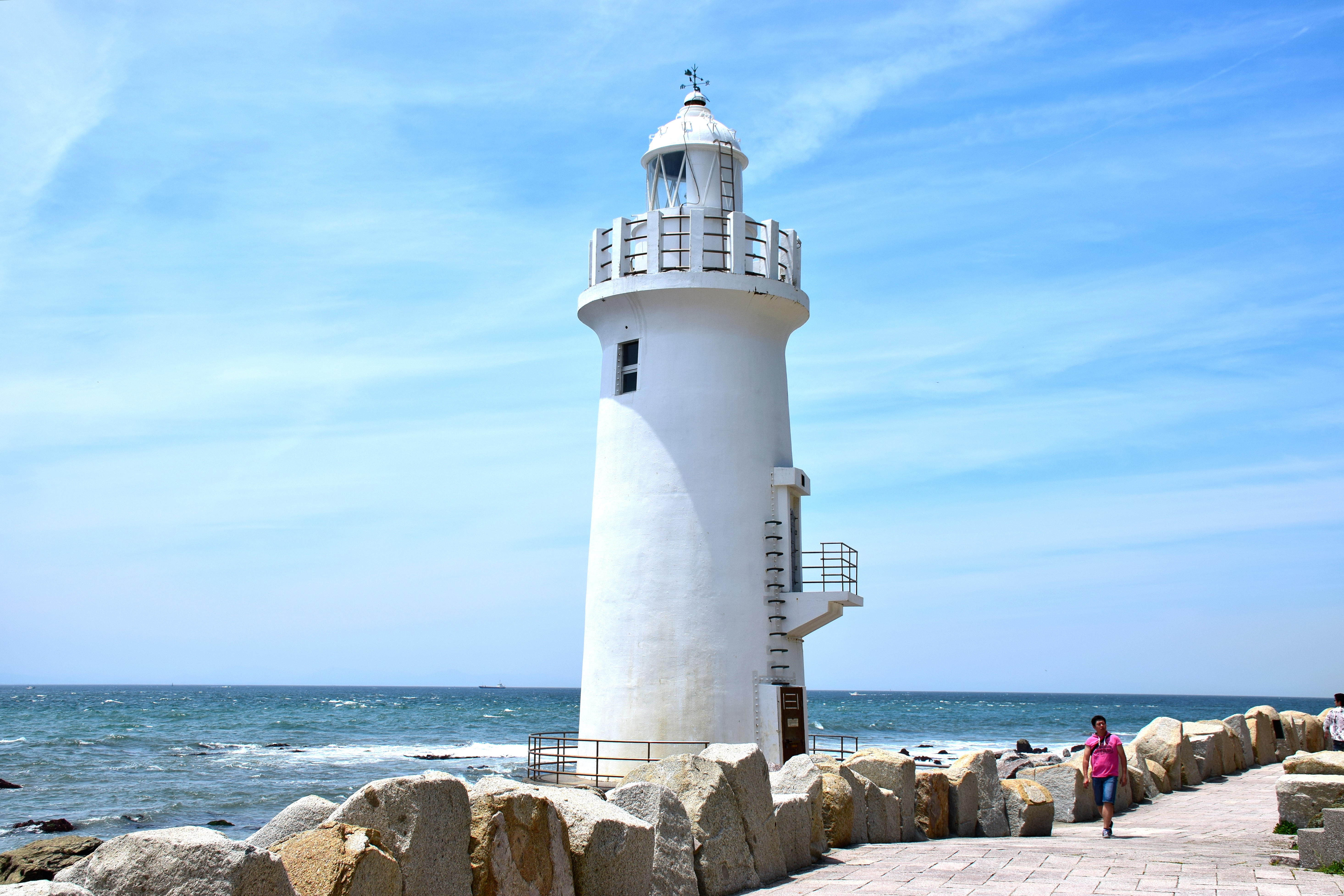
Hải đăng Mũi Irago

Được thành lập ngày 10 tháng 4 năm 1958, khu bảo tồn tự nhiên này có diện tích 94,4 km ²  và được quản lý bởi chính quyền địa phương tỉnh Aichi.